# Gebenbach
Gebenbach település Németországban, azon belül Bajorországban. Lakosainak száma 862 fő (2023. december 31.). Gebenbach Freihung és Hirschau községekkel határos.

## Népesség
A település népessége az elmúlt években az alábbi módon változott:
| Lakosok száma | 542  | 787  | 672  | 667  | 900  | 911  | 899  | 905  | 877  | 862  |
|               | 1875 | 1950 | 1975 | 1987 | 2012 | 2014 | 2016 | 2017 | 2021 | 2023 |